# Sân bay Bongor
Sân bay Bongor (IATA: OGR, ICAO: FTTB) là một sân bay ở thành phố Bongor, vùng Mayo-Kebbi Est, Tchad.